# Andrejová
Andrejová (dříve maď. Endrevágása, něm. Endersau či Andreschowetz) je obec na Slovensku v okrese Bardejov.
První písemná zmínka o obci pochází z roku 1355. Žije zde 349 obyvatel. Nachází se zde řeckokatolický chrám Ochrany Přesvaté Bohorodičky.

## Poloha
Obec se rozprostírá v Prešovském kraji, v okrese Bardejov, v západní části Nízkych Beskýd a v dolině rovnojmenné říčky Andrejovka. Průměrná nadmořská výška dosahuje 325 m. Z hlediska přesnější polohy se nachází zhruba 5 kilometrů severně od Bardejova, na silnici mezi obcemi Bardejovská Nová Ves a Šarišské Čierne. Nad obcí se vypíná několik vrcholů Ondravské vrchoviny - Kačalová (677 m.), Hradské (585 m.) a Jedlina (620 m.), přes které prochází červená turistická značka. Protéká tudy několik menších potoků, které povětšinou pramení na území obce, které se táhne až k jižnímu okraji obce Zborov, severně od Andrejové. 
V obci jsou v provozu potraviny, zemědělské družstvo, sbor dobrovolných hasičů a lokální prodejna oděvů, dále se zde nachází též potraviny a hřbitov. Okolní pozemky jsou využívány zejména k chovu ovcí. 

## Historie
První písemná zmínka o vesnici pochází z roku 1355. Byla součástí panství Smilno, které vládl rod Tekulovců. Od roku 1812 se Andrejová potýkala s epidemiemi různých chorob, např. s cholerou, které vysídlily značné množství obyvatel (od roku 1870 je evidováno vystěhovalectví do USA a do Kanady, kam místní odcházeli zejména za prací). V 19. století obec postihlo několik ničivých požárů, které srovnaly, tehdy domy se slaměnými střechami, se zemí. Pravidelně přicházely také sesuvy půd a záplavy, s nimiž se v menší míře potýká obec dodnes. 
V první světové válce byla vesnice na 6 týdnů obklíčena ruským a rakousko-uherským vojskem, čemuž svědčí též fakt, že přes Andrejovou a sousední Šarišské Čierne procházela hlavní fronta. Po postupné mobilizace, která zde probíhala v roce 1914 narukovalo postupně 47 občanů Andrejové. Během druhé světové války byly v obci umístěni dělostřelci slovenské armády a okolní lese byly zaplněny sovětskými partyzány. 19. ledna 1945 přišla do vesnice vojska 1. Československého armádního sboru Ludvíka Svobody a později též vojska Rudé armády, která místní nadšeně vítali.
Po osvobození Československa v roce 1945 se Andrejová po dlouhé době začíná rozvíjet, v roce 1949 je napojena na elektrickou síť a od roku 1950 zde funguje pravidelné autobusové spojení s okresním městem Bardejov. V roce 1951 byl instalován rozhlas. Přelomovým rokem byl též rok 1950, od kdy začíná v Andrejové fungovat zemědělské družstvo. 
V současnosti se obyvatelstvo obce pohybuje okolo 350 lidí, značnou část tvoří Romové. Převládá zde řeckokatolické náboženství. Obec má perspektivu v budoucnosti dále se rozvíjet, ať už v kulturním či hospodářském směru.

## Obecní symboly
Symboly obce jsou zapsány v Registru obecních znaků Slovenské republiky.

### Znak
Obecní, který byl přijat v roce 2008 sestává ze zeleného štítu, na němž je vyobrazen zlatovlasý stříbrooděný muž v černém klobouku a holínkách, držící v náručí před sebou zlatý snop několika klasů. Autory znaku jsou Jozef Petrovi a Kvetoslava Hanzová.

## Život v obci

### Náboženství
V obci Andrejová od počátků působili řeckokatoličtí i pravoslavní faráři. Místní zděný kostel stojí dodnes na kopci zvaném „Lipivka“ a byl postaven v roce 1889. Od roku 1752 až do dnešních dní se ve vesnici vystřídalo 31 řeckokatolických farářů, nejdéle zde sloužil Anton Košč, současným farářem je Stanislav Jál. Na památku zesnulých, které postihla cholera zde byla postavena dřevěná kaple, kterou po válce vystřídala již zděná - ta byla postavena v roce 1923.

### Sport
V minulosti byla Andrejová sportovně aktivní, v obci se hrály turnaje ve stolním tenisu, fotbalu, volejbalu a šachu. Současný stav v oblasti kultury a sportu je kritický a mnoho ať už sportovních tak kulturních akcí neprobíhá, ale pracuje se na obnovení těchto aktivit.

### Škola
První církevní škola byla v Andrejové vybudována ještě v roce 1600. Ve 20. století zde učili známí učitelé jako Vasil Čisarík, Nikolaj Stavrovský, Mikolaj Kačmár či manželé Fedorovi. Roku 1986 byla pro nízký počet dětí zrušena místní mateřská škola
V současnosti v obci není základní škola ani mateřská škola. Za jejich účely tak místní musí dojíždět do Bardejova, či Zborova.